# Templo de Layton
El templo de Layton es uno de los templos en operaciones de la Iglesia de Jesucristo de los Santos de los Últimos Días ubicado en la ciudad de Layton, Utah. Es el templo número 195 de la iglesia, el 22 en el estado de Utah y el segundo en el condado de Davis. Los planes de construir el templo fueron anunciados por el presidente de la iglesia, Russell M. Nelson, durante la conferencia general de la iglesia el 1 de abril de 2018. El Templo de Layton, se anunció al mismo tiempo que otros seis templos: el templo de Salta en Argentina, el templo de Bengaluru, el templo de Managua, el templo de Cagayan de Oro en las Filipinas, el Templo de Richmond (Virginia), y un templo en Russia. Para el momento de su anuncio, el número total de templos en funcionamiento o anunciados por la iglesia era 189.
El templo tiene agujas gemelas en cada extremo del edificio, ventanas arqueadas y una estatua del ángel Moroni. El 23 de mayo de 2020 se llevó a cabo una ceremonia de la primera piedra que marcó el inicio de la construcción. El templo fue dedicado por David A. Bednar, del cuórum de los Doce Apóstoles, el 16 de junio de 2024.

## Anuncio
El templo de Layton fue anunciado por Russell M. Nelson el 1 de abril de 2018 durante la 188.ª conferencia general semestral de la iglesia. El 15 de julio de 2019, la iglesia anunció que el templo se construiría en una propiedad de 11,8 acres ubicada en la esquina de Oak Hills Drive y Rosewood Lane en el lado sureste de Layton. Los planes preliminares anticipaban un edificio de tres pisos de más de 87,000 pies cuadrados. La parcela perteneció a una familia leal a la iglesia durante más de cien años. Fue colonizada en la década de 1850 por uno de los pioneros mormones inmigrante desde Inglaterra a los Estados Unidos y a Utah después de convertirse a la fe. La familia vendió el terreno a la iglesia poco antes de que se anunciara el templo. El 8 de octubre de 2019, la iglesia publicó una representación del templo.
El 23 de enero de 2020, la iglesia anunció que la palada inicial, para indicar el inicio de la construcción, estaba programada para el 30 de mayo de 2020.  Sin embargo, debido a la pandemia de COVID-19, el 23 de mayo de 2020 se produjo una inauguración privada a pequeña escala, presidida por Craig C. Christensen, presidente del área de Utah de la iglesia. Luego, la iglesia proporcionó fotografías y videos de la inauguración en la fecha originalmente programada. 
El 11 de diciembre de 2023, la iglesia anunció que se llevaría a cabo una jornada de puertas abiertas del 19 de abril al 1 de junio de 2024 (excluidos los domingos).  Está previsto que el templo sea dedicado por David A. Bednar, del Cuórum de los Doce Apóstoles de la iglesia, el 16 de junio de 2024. 
La reina Nompumelelo Mchiza Zulu de la nación zulú de Sudáfrica recorrió en privado el templo el 27 de marzo de 2024. Esto continuó la relación actual de la reina con la iglesia, incluida la apertura del Templo de Durban, Sudáfrica, que fue dedicado por Ronald A. Rasband en 2020. En ese entonces había acompañado a su ahora difunto marido, el rey Goodwill Zwelithini. La visita de la reina al templo fue parte de un itinerario más amplio que incluyó una reunión de la iglesia con sus líderes, una gira por Industrias Deseret y una presentación del Coro del Tabernáculo . 

## Construcción
El templo fue diseñado con una arquitectura tradicional para los templos de la iglesia y reflejando detalles que constituyen parte del patrimonio cultural del área del condado de Davis. Por ejemplo, la historia agrícola de Layton inspiró las vidrieras que representan una plántula que se convierte en un árbol frutal.
El templo tiene tres pisos de altura, 87.000 pies cuadrados y está construido con hormigón. El exterior del templo es simétrico, presenta dos agujas, una en cada extremo del edificio. Cuenta con la tradicional estatua del ángel Moroni sobre uno de sus pináculos. Las paredes incluyen vidrieras que siguen patrones de modernismo creados en Utah. Se incorporan al diseño elementos simbólicos como el uso de un motivo de cerezo, que representa la historia de producción de frutas del condado de Davis. El edificio se ubica en una colina con paisajismo alrededor del templo que incluye jardines perennes.
El interior del templo cuenta con cuatro salones de instrucción para la investidura, seis salas de sellamiento matrimonial y el tradicional baptisterio para bautismo por los muertos. Cuenta también con una antigua pieza de vidrio artístico de Tiffany en la entrada de la zona de espera de los usuarios del segundo piso. La ventana titula "La Resurrección" fue hecha alrededor de 1915 y comprada de una Iglesia Presbiteriana Unida en Armenia, Nueva York, que fue demolida en 2015.

## Dedicación

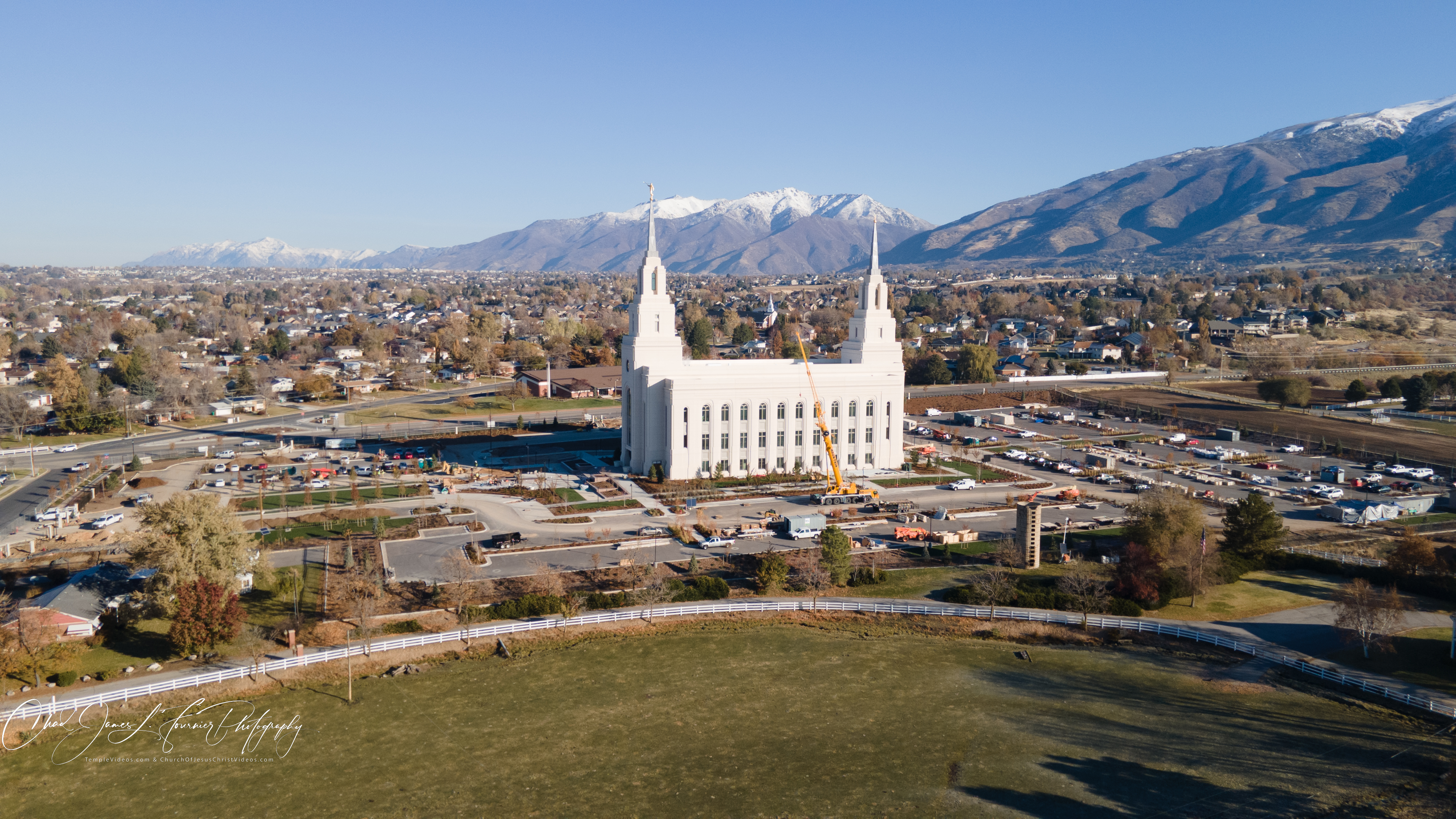
Templo de Layton desde la distancia

Se realizó una jornada de puertas abiertas pública de seis semanas comenzando el 19 de abril y se extendió hasta el 1 de junio de 2024. La dedicación del templo para sus actividades eclesiásticas ocurrió el 16 de junio de 2024, después de lo cual la entrada al templo está disponible solo para quienes tengan una recomendación válida para el templo emitida por un obispo de la iglesia.